# Dunama claricentrata
Dunama claricentrata är en fjärilsart som beskrevs av Paul Dognin 1916. Dunama claricentrata ingår i släktet Dunama och familjen tandspinnare. Inga underarter finns listade i Catalogue of Life.